# Den 19. Razzie-Uddeling
Den 19. årlige Golden Raspberry Awards-ceremoni fandt sted den 20. marts 1999 på Huntley Hotels «Garden Room» i Santa Monica i Californien. Uddelingen skulle præsentere det dårligste filmindustrien havde at tilbyde i 1998. Listen over nominerede er som følger, med «vinderne» fremhævet med fed skrift:

## Værste film
An Alan Smithee Film: Burn Hollywood Burn (Hollywood Pictures)
Armageddon (Touchstone)
The Avengers (Warner Bros.)
Godzilla (TriStar)
Spiceworld (Columbia)

## Værste skuespiller
Bruce Willis for Armageddon, Kodenavn Mercury (Universal) og The Siege (20th Century Fox)
Ralph Fiennes for The Avengers
Ryan O'Neal for An Alan Smithee Film: Burn Hollywood Burn
Ryan Phillippe for 54 (Miramax)
Adam Sandler for The Waterboy (Touchstone)

## Værste skuespillerinde
Spice Girls for Spiceworld
Yasmine Bleeth for BASEketball (Universal)
Anne Heche for Psycho (Universal)
Jessica Lange for Hush (Columbia)
Uma Thurman for The Avengers

## Værste mandlige birolle
Joe Eszterhas (som sig selv) for An Alan Smithee Film: Burn Hollywood Burn
Sean Connery for The Avengers
Roger Moore for Spice World
Joe Pesci for Dødbringende våben 4 (Warner Bros.)
Sylvester Stallone (som sig selv) for An Alan Smithee Film: Burn Hollywood Burn

## Værste kvindelige birolle
Maria Pitillo, Godzilla
Ellen Albertini Dow (som «Disco Dottie») 54
Jenny McCarthy for BASEketball
Liv Tyler for Armageddon
Raquel Welch for Chairman of The Board (Trimark)

## Værste par på skærmen
Leonardo DiCaprio (som tvillinger) i Manden med jernmasken (MGM/UA)
Ben Affleck og Liv Tyler i Armageddon
En hvilken som helst kombination af to skikkelser, kropsdelle eller modetilbehør i Spice World
En hvilken som helst kombination af to personer som spiller sigselv i An Alan Smithee Film: Burn Hollywood Burn
Ralph Fiennes og Uma Thurman i The Avengers

## Værste instruktør
Gus Van Sant for Psycho
Michael Bay for Armageddon
Jeremiah Chechik for The Avengers
Roland Emmerich for Godzilla
Alan Smithee (også kendt som Arthur Hiller) for An Alan Smithee Film: Burn Hollywood Burn

## Årets værste filmtrend
Gamle mænd og yngre damer (Gidgets 'n' Geezers)
Hvis du har set forfilmen, hvorfor gide at se filmen?!? (If You've Seen The Trailer, Why Bother To See The Movie?!?)
30 minutters historie — fremstillet på under 3 timer (30-Minutes of Story -- Conveyed In Less Than 3 Hours! )
THX: Lyden gør dig døv! (Thx: The Audio Is Deafening!)
«Yo Quiero Tacky Tie-ins!»

## Værste genskabelse eller opfølger
The Avengers (delt førsteplads)

Godzilla (delt førsteplads)

Psycho (delt førsteplads)
Lost in Space (New Line)
Meet Joe Black (Universal)

## Værste manus
An Alan Smithee Film: Burn Hollywood Burn af Joe Eszterhas
Armageddon af Jonathan Hensleigh og J.J. Abrams
The Avengers af Don MacPherson
Godzilla af Dean Devlin og Roland Emmerich
Spice World af Kim Fuller, etter en idé fra Fuller og the Spice Girls

## Værste nykommer
Joe Eszterhas (som sigselv) for An Alan Smithee Film: Burn Hollywood Burn (delt førsteplads)

Jerry Springer for Ringmaster (Artisan Entertainment) (delt førsteplads)
Barney for Barney's Great Adventure (Polygram)
Carrot Top for Chairman of The Board (Trimark)
Spice Girls for Spice World

## Værste «originale» sang
«I Wanna Be Mike Ovitz!» fra An Alan Smithee Film: Burn Hollywood Burn, skrevet af Joe Eszterhas og Gary G. Wiz
«Barney, The Song» fra Barney's Great Adventure, skrevet af Jerry Herman
«I Don't Want to Miss a Thing» fra Armageddon, skrevet af Diane Warren
«Storm» fra The Avengers, skrevet af Bruce Wooley, Chris Elliott, Marius deVries, Betsy Cook og Andy Caine
«Too Much» fra Spice World, skrevet af Spice Girls, Andy Watkins og Paul Wilson